# Paoo
Paoo,  plus connu à Lifou sous l'appellation Fao qatr (le vieux Fao), né au début des années 1800 sur l'île d'Aitutaki, aux îles Cook, et mort en 1860, est l'un des premiers autochtones de Nouvelle-Calédonie à se convertir au christianisme dès les années 1820.

## Biographie
Il suit dans un premier temps les enseignements des missionnaires tahitiens de la London Missionary Society (Papeiha, Vahineino, Vahapata…) installés sur place à partir de 1821. Ils seront rejoints en 1838 par Henry Royle. 
Ce dernier décide en 1840 d'envoyer Paoo compléter sa formation au tout nouveau Collège théologique de Takamoa (Rarotonga, créé en 1839) afin qu'il devienne à son tour missionnaire. Selon certaines versions, ce départ serait également dû à quelques soucis familiaux de Paoo. 
Sa formation terminée et laissant femme et enfants derrière lui, il débarque en avril 1842 sur l'île de Maré (îles Loyauté). Il y reste jusqu'en juillet de la même année, date à laquelle il rejoint en pirogue l'île de Lifou. Il est accompagné d'un autre missionnaire, Zakaria, d'origine roratongienne (Arorangi), et de Tongiens installés à Lifou depuis de nombreuses années. Ils arrivent dans le sud de l'île à Ahmelewedr où vivent d'autres Tongiens (le clan des Angetre Tonga, chefferie de Lössi). Ils sont accueillis par Bula, l'angajoxu (grand chef) du Lösi. Les deux hommes commencent leur travail d'enseignement et d'évangélisation. Après le renvoi de Zakaria en mai 1845, un peu trop coureur de jupons (ou plutôt de pagnes en fibre de coco le "wit") au goût des pasteurs Murray et Turner de passage sur l'île, Paoo reste seul à Lifou. Durant la guerre civile du Lösi dans les années 1848-1849, liée à la succession de l'angajoxu, il doit se réfugier à Maré plusieurs mois avant d'être rappelé par les Lifous une fois le calme revenu. Il s'installe cette fois-ci à We
Il aurait épousé une angetre Tonga du nom de Imele avec qui il aura deux filles. 
En 1859, il est rejoint par les pasteurs Mac Farlane et Baker (ce dernier sera remplacé par Sleigh quelques mois plus tard), alors que la mission catholique du père Jean Baptise Favre est installée depuis 1858 dans le nord de l'île.
Paoo meurt en 1860 sans être jamais retourné aux îles Cook. Peu avant de mourir, il aurait dit à ses deux filles "E kimi korua I te enua ko Aitutaki te ngai no reira mai au” ("Allez à la recherche de l'île d'Aitutaki, le lieu d'où je suis originaire"). Il est enterré à Qanono.
Des descendants de Paoo vivent toujours aux îles Cook. Certains d'entre eux se rendirent à Lifou en mars 2002 pour célébrer le 160e anniversaire de l'arrivée de l'Évangile.